# 约瑟夫·P·威廉斯
约瑟夫·P·威廉斯（英語：Joseph P. Williams；1915年2月12日—2003年11月8日），美國銀行卡創辦人，首個全國性信用卡系統，該卡後來發展成為今日的VISA。

## 生平
威廉斯生於紐華克，在宾夕法尼亚大学就讀，畢業後曾在第二次世界大戰服役美國陸軍。他欣賞阿马迪奥·贾尼尼進取的銀行政策，威廉斯在退役他加入美國銀行工作。
1950年，美國出現了首個簽帳卡大來卡，1958年出現了美國運通卡，但這些持卡人需要在30天內支付所有未償還金額，且只向極少數人派發。當時威廉斯已時銀行部門的副總裁，並獲發一項非正式工作，創立一項全國性通性的信用卡。他汲取了前人失敗經驗，及參考了西爾斯百貨和美孚石油的成功例子後，威廉斯領導的小組構思出信用卡系統一系列特點，包括25天寬限期後收取18%利率，信用限額和交易限額（Floor limit），這成為了後來信用卡業界的標準。
1958年，銀行送出6萬張美國銀行卡（BankAmericard）給弗雷斯诺的居民，接著是贝克斯菲尔德的居民，然後在15個月內擴展至全個加州共派出2百萬張卡。紐約時報稱之為「銀行信用卡的開端」（the official dawn of the bank credit card）。美國銀行都預先替這些送出的信用卡設定300至500美元的限額，及25至100美元的交易限額。
客戶拖欠信用卡還款的情況立即出現，而商家亦不滿，最終威廉斯被迫辭職。發行首年銀行在信用卡業務上虧損了900萬美元。
1962年他成立聯合服務集團（Uni-Serve Corporation），並以900萬美元從大通曼哈頓銀行買入信用卡營運業務，這價錢相當於銀行當時所有未償還信用卡債務總額。1965年集團賣給美國運動，威廉斯維持主席一至1966年，及擔任部門總裁一職至1968年。
威廉斯在2003年11月8日在佛罗里达州亚特兰蒂斯家中與世長辭。